# Islam Zhilov
Islam Beslanovich Zhilov (tiếng Nga: Ислам Бесланович Жилов; sinh ngày 29 tháng 11 năm 1997) là một cầu thủ bóng đá người Nga thi đấu cho F.K. Anzhi Makhachkala.

## Sự nghiệp câu lạc bộ
Anh có màn ra mắt tại Giải bóng đá chuyên nghiệp quốc gia Nga cho P.F.K. Spartak Nalchik vào ngày 27 tháng 8 năm 2017 trong trận đấu với F.K. Spartak Vladikavkaz.
Vào ngày 17 tháng 2 năm 2018, anh ký bản hợp đồng 2,5 năm cùng với F.K. Anzhi Makhachkala.